# Совинка
Сови́нка —  село в Україні, у Дубов'язівській селищній громаді Конотопського району Сумської області. Населення становить 110 осіб. Колишній орган місцевого самоврядування — В'язівська сільська рада.

## Географія
Село Совинка розташоване на правому березі річки Єзуч. Вище за течією на відстані 1 км розташоване село Червоний Яр, а нижче за течією на відстані 7 км розташоване місто Конотоп. На протилежному березі розташоване село В'язове.
Уздовж русла річки проведено декілька іригаційних каналів.

## Історія
Хутір Совин засновано наприкінці XVII ст.
Село постраждало внаслідок геноциду українського народу, здійсненого окупаційним урядом СССР у 1932-1933 та 1946-1947 роках.
На хуторі Варухівський (нині с. Совинка) раніше працював цегельний завод.

## Відомі люди
- Андрущенко Віктор Петрович (нар. 1949) — український науковець, дійсний член (академік) АПН України, член-кореспондент НАН України.